# Unión Sporting Club (Madrid)
El Unión Sporting Club fue un antiguo club de fútbol con sede en Madrid, España. Conocido popularmente como el equipo de Pardiñas, fue fundado en 1913, a la par que la Federación Regional Centro, se mantuvo activo hasta 1931 fecha de su desaparición tras fusionarse con el Castilla Football Club —permaneciendo el nombre de este— y algunos integrantes del recientemente disuelto Racing Club de Madrid.
Como mayores logros del club figuran tres campeonatos de la segunda categoría del Campeonato Regional Centro, máxima competencia entre clubes de Madrid o del Centro.

## Historia
Bajo la denominación de Unión Football Club —nombre en su fundación— se encontraba regido por la Federación Regional Centro nacida el mismo año que el club, por lo que comenzó a participar desde entonces en la segunda categoría del Campeonato Regional Centro. En cuanto a la primera categoría hizo su debut en un encuentro oficial el 27 de octubre de 1918 frente a la Real Sociedad Gimnástica Española en el que logró vencer por 0-1. Pese a ello, fue su única victoria y finalizó en último lugar de la clasificación final, plaza que curiosamente fue la que ocupó en todas las ediciones que disputó del torneo en su máxima categoría.
La unión de los clubes, necesaria para la supervivencia de todos, apenas contaba con un centenar de asociados.
En su última temporada como club independiente finalizó en sexta y última posición del Campeonato Regional Centro por lo que tuvo que disputar su permanencia junto a otros cinco clubes.
Con la fusión con el Castilla Football Club se perdió la histórica denominación del club, que sin embargo mantuvo el derecho a competir en la primera categoría del Campeonato Regional Centro tras lograr la permanencia. Pese a la fusión, el nuevo club finalizó de nuevo en sexta y última posición, campeonato disputado bajo el nombre de Campeonato Mancomunado Centro-Aragón —ya que en él participaron clubes de las regiones de Aragón, Castilla la Vieja y Castilla la Nueva—, no pudiendo clasificarse para disputar el Campeonato de Copa de España de 1932.
Pese a ser uno de los clubes con más historia en el inestable todavía fútbol madrileño, su balance frente a los dominadores de la capital fue más bien negativo. Contra el Athletic Club de Madrid jugó un total de veinte partidos oficiales ganando únicamente dos, anotando un total de veinticinco goles por setenta y seis recibidos. En cuanto a sus enfrentamientos contra el Madrid Football Club cosechó un balance de una sola victoria y diecinueve derrotas en también veinte encuentros, recibiendo setenta goles por dieciséis anotados.

## Uniforme
- Uniforme Titular: Camiseta roja, Pantalón azul, Medias azules.
- Uniforme Visitate: Camiseta negra, Pantalón blanco, Medias negras

## Estadio

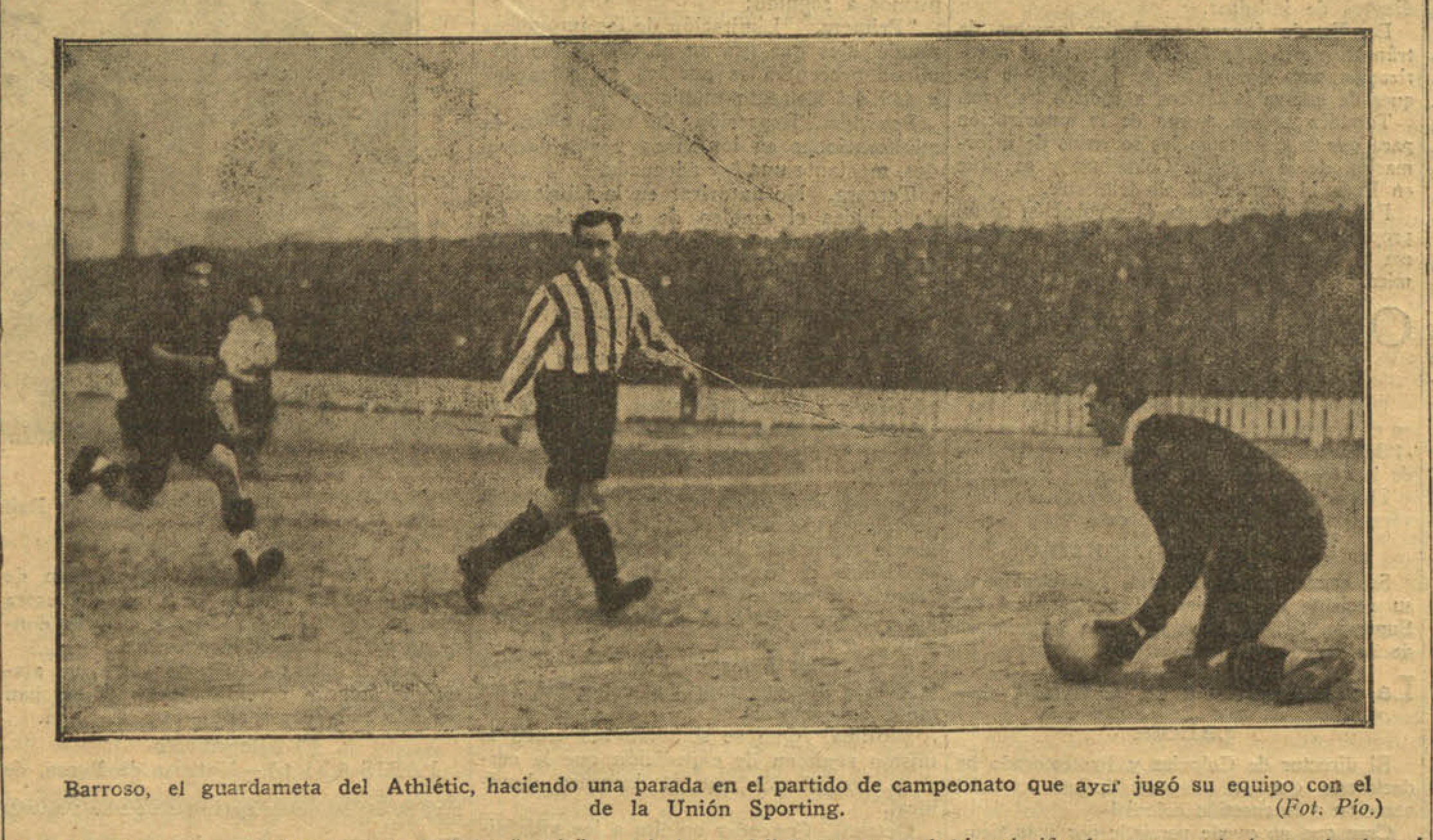
Campo de la calle de Ayala en un encuentro entre el Unión Sporting Club y el Athletic a comienzos de 1926

Su primer campo fue el de Bustillo (también conocido como Hispano-Americano) y fue inaugurado el día  14 de octubre de 1923. Se encontraba en la manzana en la que actualmente se encuentran las calles Don Ramón de la Cruz, Mártires Concepcionistas, Ayala, Príncipe de Asturias y Montesa. Estaba considerado como campo de primera categoría en ese momento junto al del Real Madrid y el del Athletic de Madrid.
En el verano de 1930 se hizo con el campo de Torrijos, donde jugaba el Gimnástica. El terreno fue cedido por el Estado ya que el equipo quiso hacer una fuerte inversión para conseguir un estadio de primera categoría. Tras unas obras, el nuevo campo de Torrijos se inauguró el 15 de octubre de 1930 en un partido amistoso contra el Real Madrid. El resultado fue de 2-5 a favor del equipo visitante. Posteriormente, en 1932, el campo fue renombrado como Castilla. El antiguo campo de Bustillo lo conservaron para entrenar.
El equipo también disputó algunos encuentros como local en el Stadium Metropolitano en la primera temporada tras su construcción (1923-24).

## Jugadores
Entre la historia del club figuraron algunos futbolistas como Francisco Moraleda, Federico Oliván o Rafael Vidal —quienes posteriormente pasaron a formar parte del Madrid Football Club—, u otros como Martín o Conde, quienes fueron dos de los integrantes que pasaron a formar parte de la fusión con el Castilla Football Club.

## Palmarés
- Campeonato Regional Centro - Segunda categoría:

3 campeonatos: (1922, 1923, 1931).